# Висмурадов, Абузайд Джандарович
Абузайд Джандарович Висмурадов (род. 24 октября 1975, Хоси-Юрт) — российский военный и политический деятель, вице-премьер Чеченской Республики по силовому блоку (с 20 февраля 2020 года), командир отряда СОБР «Ахмат» (полковник полиции), известный под прозвищем «Патриот»; президент бойцовского клуба «Ахмат». Многими называется в качестве начальника охраны Главы Чеченской Республики Рамзана Кадырова и его семьи, а также считается одним из наиболее влиятельных людей в Чеченской Республике.

## Биография

### Семья
Родился 24 октября 1975 года в чеченском селе Хоси-Юрт (ныне Ахмат-Юрт). Отец — Джандар Тимирбиевич Висмурадов (20 января 1941 — май 2017), 15 лет работавший в школе учителем, завучем и директором; председатель исполкома сельского совета, с 2003 года — заместитель главы Курчалоевского района Чеченской Республики, с октября 2012 года помощник Главы ЧР, с 2014 года депутат Парламента ЧР. Мать — Бекист Висмурадова. В семье всего родилось девять детей, в том числе братья Абушейх (1969 — 11 июня 2020), полковник полиции и начальник УВД города Грозный, и Абухусейн, депутат Парламента ЧР.

### Карьера
Согласно словам Рамзана Кадырова, с Абузайдом он знаком с детства и учился с ним в одной и той же средней школе. Сам Абузайд Висмурадов окончил в 2007 году Махачкалинский институт финансов и права (специальность «Юриспруденция»), в 2013 году — Грозненский государственный технический университет им. М.Д. Миллионщикова («Автомобили и автомобильное хозяйство»), в 2016 году — Академию управления МВД России («Менеджмент»).
С июля 2002 года несёт службу в МВД по Чеченской Республике, начинал карьеру в Гудермесском РОВД УВО как стажёр по должности милиционера, позже был милиционером батальона милиции ОВО и командиром взвода. С декабря 2003 по март 2006 года — старший инспектор группы информации и документации ОМОН при МВД Чеченской Республики. С марта 2006 года нёс службу в отделе «П» отряда милиции специального назначения в Нальчике (переименован в июне 2007 года в «Терек»). С февраля 2008 года нёс службу в отделе «Р» отряда «Терек» в Грозном. Командиром специального отряда быстрого реагирования (СОБР) «Терек» стал в марте 2012 года, дослужился до звания полковника полиции. Участник операций по борьбе против незаконных вооружённых формирований. 
Председатель бойцовского клуба «Ахмат». Неоднократно посещал турниры UFC в России и за её пределами; в 2017 году приезжал поддержать Абдулкерима Эдилова на турнир в Роттердаме. С 20 февраля 2020 года занимает пост вице-премьера Чеченской Республики по силовому блоку.

## Награды
Российская Федерация (государственные)
- Медаль «За отвагу» (2006)
- Медаль «За отличие в охране общественного порядка» (2007)
- Орден Мужества (2007)
- Орден Мужества (2009)
- Медаль ордена «За заслуги перед Отечеством» II степени (2010)
- Орден Мужества (2015)
- Медаль ордена «За заслуги перед Отечеством» I степени (2021)[18] — за трудовые успехи и многолетнюю добросовестную работу[16]

Чеченская Республика
- Орден Кадырова (2006)
- Медаль «За заслуги перед Чеченской Республикой» (2011)
- Медаль «Памяти Ахмат—Хаджи Кадырова, первого Президента Чеченской Республики» (30 декабря 2017) — за исключительные заслуги перед Чеченской Республикой, деятельность, получившую общественное признание
- Медаль «100 лет образования Чеченской Республики» (1 сентября 2022) — за значительный вклад в развитие Чеченской Республики, безупречную работу, высокий профессионализм, проявленный при исполнении должностных обязанностей, и в связи с 100-летием Чеченской Республики
- Герой Чеченской Республики (6 октября 2023) — за выдающиеся заслуги перед Чеченской Республикой и ее народом, мужество, героизм и самоотверженность, проявленные при защите интересов Отечества [19]

Российская Федерация (ведомственные)
- Нагрудный знак «Участник боевых действий» (2005)
- Медаль «За боевое содружество» (2006)
- Медаль «За доблесть в службе» (2006)
- Почетная грамота МВД России (2009, 2010, 2011, 2012)

По некоторым данным, 10 мая 2021 года Абузайду Висмурадову было присвоено указом Президента РФ № 268 звание Героя России, хотя указ не был опубликован. По заявлению Рамзана Кадырова, мотивировкой для присвоения звания послужили «слаженные действия, эффективный подход, личная отвага и мужество», проявленные при ликвидации бандгруппы Аслана Бютукаева в Чечне.
Также отмечен гражданским орденом «Серебряная звезда» (фонд «Общественное признание»).

## Критика
Абузайда Висмурадова и его подчинённых обвиняют на Западе в нарушении прав человека в Чечне, в том числе и в преследовании представителей сексуальных меньшинств, за что 16 мая 2019 года он был внесён в санкционный «Список Магнитского» США, иронически назвав это «честью» для себя. В марте 2021 года Висмурадову запретили въезд в Евросоюз.
Висмурадов был участником двух ДТП со смертельным исходом. Так, в июле 2012 года он попал в серьёзную аварию, в ходе которой погиб его водитель, и затем долго лечился. В 2016 году во время мотопробега клуба «Ночные волки» Моздок — Кизляр погиб бывший руководитель третьего отдела управления «А» ЦСН ФСБ РФ полковник Юрий Торшин, попавший под чей-то мотоцикл; Висмурадов был госпитализирован с ушибом головы.
В 2016 году выступал в поддержку проведения турнира по смешанным боевым искусствам в Грозном среди детей, возмутившись позиции Фёдора Емельяненко, требовавшего не проводить подобные поединки. В марте 2019 года после боя в лиге Absolute Championship Akhmat за титул чемпиона в легчайшем весе, в котором дагестанец Рустам Керимов одержал победу над представителем клуба «Ахмат» Абдул-Рахманом Дудаевым, Висмурадов инициировал перепалку, начав ругаться нецензурными словами на арене, что некоторые восприняли как оскорбления в адрес Керимова, хотя сам Висмурадов утверждал, что ругался в адрес судьи.